# 帕提戰役
帕提戰役（法語：Bataille de Patay）發生於1429年6月18日，是百年戰爭羅亞爾河流域一系列交戰的決定性戰役。在戰鬥中拉海爾率領法軍騎兵完全擊垮了英格蘭王國部隊，絕大部分長弓手皆遭法軍屠殺，英軍幾乎所有高級軍官皆遭俘虜。這場勝利導致了英格蘭在法國中部的野戰軍被重創，導致英格蘭在法國的勢力受到毀滅性的打擊。
6月18日，法軍意外得知英格蘭部隊的位置，由拉海爾率領的騎士迅速向英格蘭部隊進軍，英格蘭騎兵部隊迅速撤退，留下大量的長弓手和步兵部隊。法軍騎兵迅速擊垮這支長弓兵部隊，並在掃蕩潰敗的敵軍中沒有面臨到任何抵抗。英格蘭在戰鬥中有超過兩千五至四千人被殺或被俘，而法國僅有三名士兵被殺。

## 背景
在奧爾良之圍解除後，法軍收復數座英軍在羅亞爾河流域上的要塞。這為隨後到來的法軍開啟通往英國占領的勃艮第地區的北進路線。在此之前羅亞爾河北部地區幾乎被外國勢力所佔據，奧爾良的勝利也摧毀了唯一一座由法國控制的橋梁。之後有三場小規模戰役使法國收回了其他幾座沿著羅亞爾河的橋梁。
羅亞爾河戰役中包含五場戰役:
1. 奧爾良之圍
2. 雅爾若戰役
3. 羅亞爾河畔默恩戰役
4. 博讓西戰役
5. 帕提戰役
帕提戰役發生在英軍於博讓西投降之後同日。戰役中，英軍嘗試使用與1346年克雷西會戰、1356年普瓦捷戰役、及1415年阿金庫爾戰役相同的戰術。這個戰術需要一大群由尖木樁在前保護的長弓兵，尖木樁可以在長弓兵殘殺敵軍時減緩並阻擋騎兵的突擊。不過在這場戰役中，法國騎士在英軍還沒準備好之前就到達了。
在歐洲沒有其他國家使用和英國一樣龐大數量的長弓兵。雖然武器本身的製造成本相對較低，但很難能夠聚集一大批熟練的弓手。想要有效率的使用長弓必須依靠不斷練習來加強技巧以及肌力。為了要聚集足夠的熟練長弓兵，英國政府要求文武官員及平民百姓經常訓練自己的弓術。這個政策在14~15世紀給了英國很強大的軍事優勢。但是由於長弓兵裝備輕鎧(或無鎧甲)，使他們在對重裝士兵的接近戰中有著嚴重的劣勢。帕提戰役中，法軍便利用了這個決定性的弱點。

## 戰役

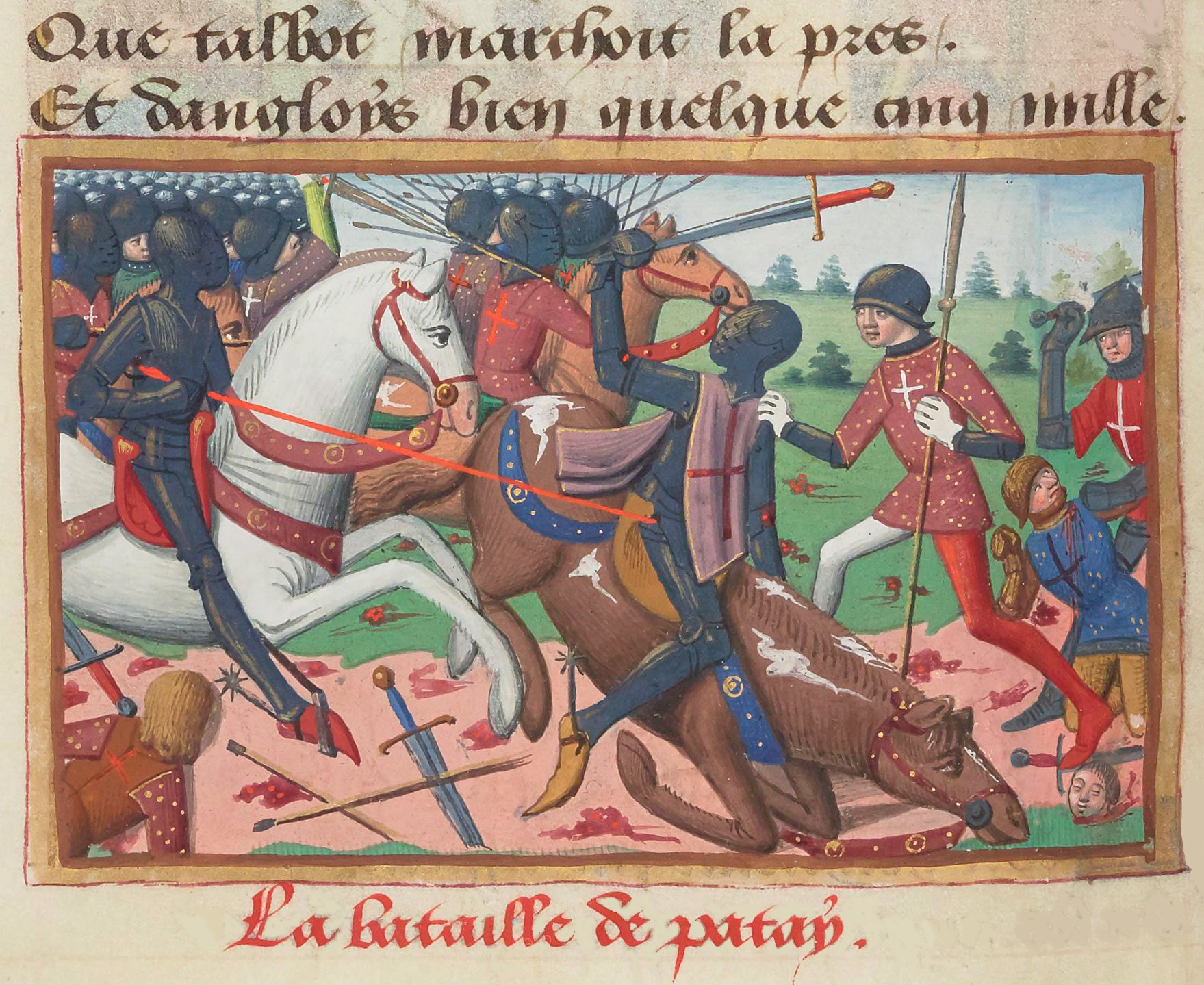
查理七世國王的守夜活動

為了彌補奧爾良的失敗，一支由約翰·法斯特爾夫率領的援軍從巴黎出發。在法斯特爾夫到達前，法軍迅速地佔領三座橋樑，並接受了博讓西英軍的投降。法軍相信他們無法在一個開放的戰場擊敗一支充分準備的英國部隊，所以期待快速的襲擊能使他們找到英軍的弱點。
英軍藉著羅亞爾河畔默恩的殘餘守軍偵查。因為法軍只佔領了這裡的橋樑，而非城堡或村落。所以英國撤回博讓西的守軍來增援他們。英軍擅長在開放地帶作戰，他們占據了一個具體位置不明的地點，一般認為應該是在帕提一個小村落的附近。由法斯特爾夫、約翰·塔爾博特、以及托马斯·斯凯尔斯（Thomas Scales）率領這支部隊。
英國長弓兵的標準防禦策略是將木樁打入射手周邊的地面。這能阻止騎兵衝鋒並減緩步兵速度，使長弓兵有足夠的時間給予敵軍慘痛的代價。不過英國弓兵在還未準備完成時，一群在周邊徘徊的雄鹿使士兵開始喧嘩著要進行狩獵，結果一不小心讓法國偵察兵發現他們的位置。
在獲得了英軍位置的情報後，拉伊爾及让·波东·德·桑特拉耶率領約1,500名重武裝騎兵先鋒對英軍進行奇襲。英軍立刻陷入一片混亂，騎在馬上的英國人見狀迅速逃離，留下一群步兵(大部分是長弓兵)遭到殘殺。長弓兵永遠不會想在騎兵到達不了的位置以外的地方和重騎兵戰鬥。僅此一次，法國大隊騎兵的正面突擊獲得了決定性的戰果。
让·达尼奥隊長（Captain Jean Dagneau）俘虜著名的英軍將領塔爾博特，這個戰功使他於1438年3月在巴黎由法王查理七世封為貴族。另一方面，塔爾博特在解放他的談判上，大力指控法斯特爾夫在敵前拋棄自己的同胞。法斯特爾夫強烈否定他的指控，之後靠著嘉德勛章的特權解除了對自己的指控。

## 參看
- 中世紀戰爭
- 帕提
- 聖女貞德

## 註腳
1. 1 2  Grummitt 2010，第108頁.
2. 1 2  Tucker, Spencer C. . ABC-CLIO. 2015-09-22: 139  [2022-04-09]. ISBN 978-1-61069-786-6. （原始内容存档于2021-08-03） （英语）.
3. ↑  Sackville-West 2001，第212頁.